# Fowlea
Fowlea – rodzaj węży z podrodziny zaskrońcowatych (Natricinae) w obrębie rodziny połozowatych (Colubridae).

## Rozmieszczenie geograficzne
Rodzaj obejmuje gatunki występujące w Azji Południowej i Południowo-Wschodniej (Chińska Republika Ludowa, Tajwan, Afganistan, Pakistan, Indie, Sri Lanka, Nepal, Bhutan, Bangladesz, Mjanma, Laos, Wietnam, Kambodża, Tajlandia, Malezja i Indonezja). 

## Systematyka
Rodzaj zdefiniował w 1868 roku brytyjski botanik i zoolog William Theobald w publikacji własnego autorstwa zatytułowanej Katalog gadów w Muzeum Towarzystwa Azjatyckiego w Bengalu. Gatunkiem typowym jest (oznaczenie monotypowe) F. punctulatus.

### Etymologia
- Fowlea: „Odłowiony przez E. Fowle’a, dżentelmena, który jest jednym z nielicznych, którzy hojnie pomogli mi w badaniach nad indyjskimi gadami.”[1].
- Diplophallus: gr. διπλοος diploos ‘podwójny’, od δυο duo ‘dwa’[5]; φαλλος phallos ‘penis, fallus’[6]. Gatunek typowy (oryginalne oznaczenie): Hydrus piscator Schneider, 1799.

### Podział systematyczny
Do rodzaju należą następujące gatunki: 
- Fowlea asperrima (Boulenger, 1891)
- Fowlea flavipunctata (Hallowell, 1860)
- Fowlea melanzosta (Gravenhorst, 1807)
- Fowlea piscator (Schneider, 1799)
- Fowlea punctulata (Günther, 1858)
- Fowlea sanctijohannis (Boulenger, 1890)
- Fowlea schnurrenbergeri (Kramer, 1977)
- Fowlea tytleri (Blyth, 1863)
- Fowlea unicolor (Müller, 1887)
- Fowlea yunnanensis (Anderson, 1879)